# United States Code

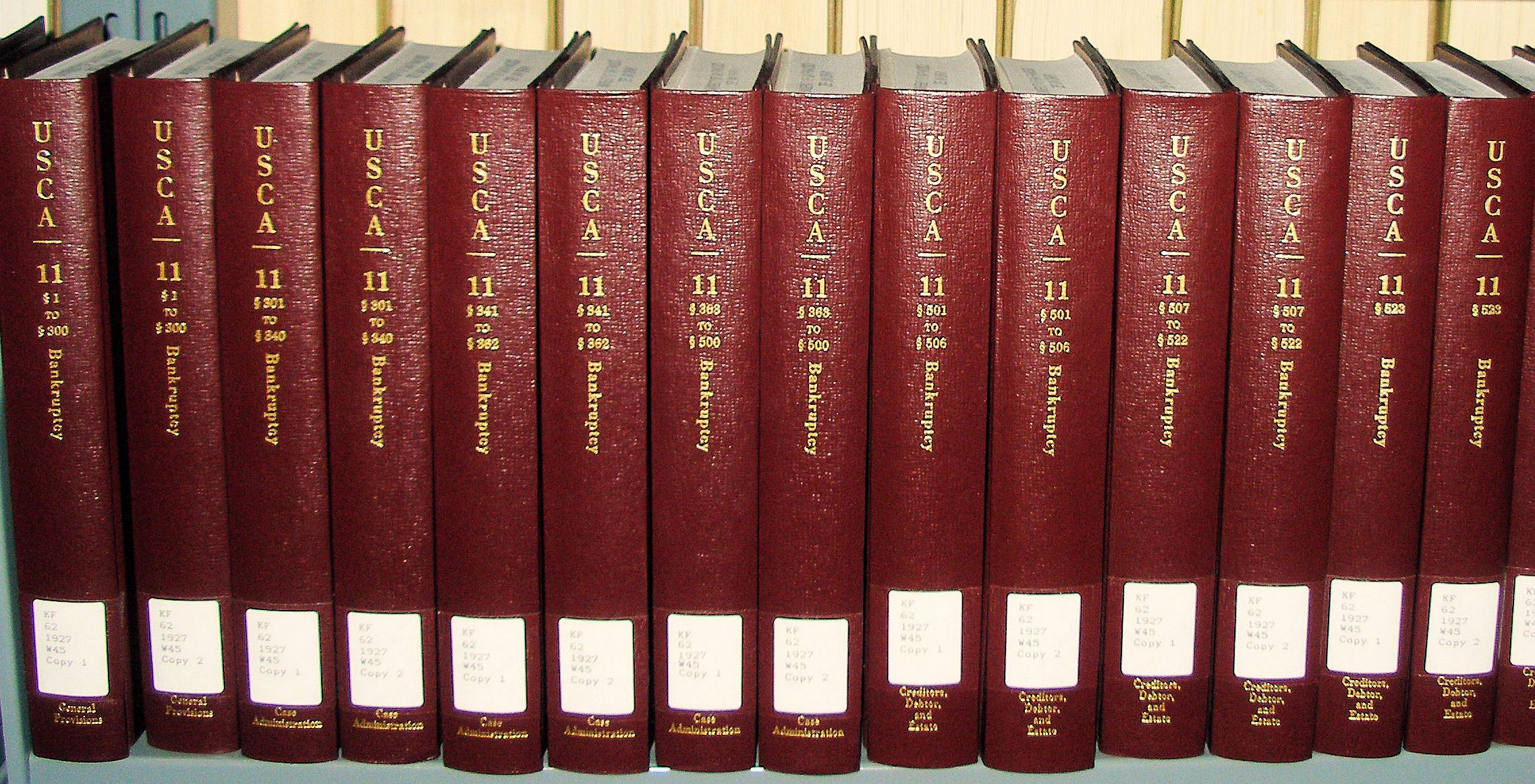
Einige Bände des Titels 11 (Insolvenz) des United States Code Annotated (U.S.C.A.)

Der United States Code (U.S.C., offizielle Bezeichnung Code of Laws of the United States of America) ist die Sammlung und Kodifikation des allgemeinen und permanenten Bundesrechts der Vereinigten Staaten.

## Struktur
Der Code ist in 54 Titel eingeteilt, die sich jeweils mit einem breiten Fachbereich befassen. Titel können wiederum in Untertitel, Teile, Unterteile, Kapitel und Unterkapitel eingeteilt werden. Alle Titel haben Paragraphen als Basiseinheit; diese können allerdings in Unterparagraphen, Abschnitte und Sätze unterteilt werden. Nicht alle Titel benutzen dieselbe Struktur oberhalb der Paragraphenebene. So benutzt der 26. Titel (die Steuergesetze) das Schema „Titel – Untertitel – Kapitel – Unterkapitel – Teil – Unterteil – Paragraph – Unterparagraph – Abschnitt – Unterabschnitt – Satz – Untersatz“. Im 38. Titel (Leistungen für Kriegsveteranen) wird jedoch das Schema „Titel – Teil – Kapitel – Unterkapitel – Paragraph“ benutzt. Anders ausgedrückt ist der Titel immer die gröbste Einteilung innerhalb des Codes und der Paragraph (mit Ausnahme der Unterparagraphen, Abschnitte, Sätze) die kleinste, in den mittleren Ebenen unterscheidet sich die Struktur aber von Titel zu Titel.
Jeder Titel entspricht etwa einem gedruckten Band, obwohl einige Titel auch mehrere Bände umfassen. Genauso ist auch keine bestimmte Länge mit den anderen Einheiten verbunden. Ein Paragraph kann über mehrere Seiten verlaufen oder nur aus einem kurzen Satz bestehen. Einige Elemente bestimmter Titel sind auch bei ihrem systematischen Namen bekannt. Zum Beispiel hat sich im Amerikanischen der Begriff „Kapitel 11“ (Chapter 11) für eine Art der Insolvenz eingebürgert.
Ein Beispiel für einen Verweis in den Code ist 5 U.S.C. § 552a, der Privacy Act von 1974. Ein Jurist würde dies als „Titel Fünf, United States Code, Paragraph fünfhundertzweiundfünfzig A“ lesen.
Wenn Paragraphen aufgehoben werden, wird ihr Inhalt aus dem Code entfernt und die Stelle mit einer Fußnote versehen, die zusammenfasst, was dort einmal stand. Entsprechend gibt es Bereiche im Code, die nur aus leeren Kapiteln mit Fußnoten bestehen. Das 7. Kapitel im 8. Titel (Einwanderungsrecht) hat die Bezeichnung „Ausschluss von Chinesen“ und enthält Referenzen zum Chinese Exclusion Act, der aber nicht mehr in Kraft ist.

## Kodifikationsprozedur
Der amtliche Text eines Bundesgesetzes ist der Text der gedruckten endgültigen Gesetzesvorlage, wie sie dem Präsidenten zur Unterschrift oder Ablehnung vorgelegt wird. Nachdem das Gesetz rechtskräftig wurde, wird es zum Archivar der Vereinigten Staaten übermittelt und vom Druckdienst der Regierung (United States Government Printing Office) in loser Form veröffentlicht. Der Archivar sammelt alljährlich die verabschiedeten Gesetze und veröffentlicht sie im Zusammenhang in den United States Statutes at Large (etwa „Gesetze im Großen und Ganzen“); eine entfernt ähnliche Funktion in Deutschland erfüllen die Fundstellennachweise
des jeweils vergangenen Jahrgangs des Bundesgesetzblatts.
Die Statutes at Large sind allerdings für die Rechtsrecherche nur unzureichend benutzbar, da sie in strikter chronologischer Reihenfolge gegliedert sind. Damit können Gesetze innerhalb eines Themenbereiches über mehrere Bände verstreut sein. Da neue Gesetze oft alte Gesetze verändern oder aufheben, ist es dann auch noch nötig, zwischen den Bänden hin- und herzuverweisen, um zu verstehen welche Bestimmungen gerade in Kraft sind.
Der United States Code ist der Versuch, das Finden relevanter und gültiger Gesetze zu erleichtern, indem nach Fachgebiet gruppiert und obsolete Bestimmungen entfernt werden. Der Code wird vom Office of the Law Revision Counsel (LRC), einem Arm des Repräsentantenhauses, ständig aktualisiert. Der LRC bestimmt, welche Gesetze kodifiziert werden und welche alten Gesetze dabei entsprechend entfernt oder verändert werden müssen.
Es werden allerdings nur Gesetze einer allgemeinen und andauernden Natur kodifiziert. Der Code enthält also keine Gesetze, die nur auf wenige Menschen zutreffen oder nur für kurze Zeit Bedeutung haben, wie zum Beispiel alle Haushaltsgesetze, die nur auf ein Haushaltsjahr zutreffen. Wenn diese begrenzten Gesetzesbestimmungen allerdings von größerer Bedeutung sind, werden sie als Fußnoten in den entsprechenden Abschnitten des Codes eingefügt. Normalerweise werden die einzelnen Abschnitte eines Gesetzes wortwörtlich in den Code übernommen, aber manchmal sind auch editorielle Änderungen möglich (so wird der Ausdruck „der Tag der Verkündung dieses Gesetzes“ durch das eigentliche Datum dieses Tages ersetzt).
Aufgrund der Kodifikationssystematik kann es sein, dass ein einzelner Gesetzesentwurf im Code zusammenhängend steht oder aber aufgebrochen wird. Wenn der Kongress ein großes Gesetzespaket verabschiedet, enthält der Entwurf oft Bestimmungen, die viele verschiedene Fachbereiche berührt. Diese Bestimmungen fallen dann entsprechend in verschiedene Abschnitte des Codes. Ein Gesetz, das einfachen Bauern finanzielle Unterstützung zuschreibt, könnte den 7. (Landwirtschaft), 26. (Steuern) und 43. (Öffentliches Land) Titel beeinflussen. Damit finden sich dann im Gesetzesentwurf zusammenhängende Passagen im Code über die verschiedenen Bände verteilt wieder.
Nach amerikanischem Bundesrecht ist der Code Beweis auf ersten Anschein des derzeit gültigen Rechts. Allerdings besitzen die Statutes at Large die ultimative Autorität. Wenn ein Konflikt eintritt, in denen die Gerichte über den eigentlichen Wortlaut des Gesetzes bestimmen müssen, werden sie immer auf den Gesetzestext zurückgreifen, wie er vom Kongress verabschiedet wurde.
Der LRC aktualisiert und überarbeitet den Code kontinuierlich und legt manchmal die neu kodifizierte Version dem Kongress zum erneuten Beschluss vor. Der Vorteil ist hier, dass nach solch einem Beschluss dieser Teil des Codes alle vorherigen Gesetze zum Thema ablöst.

## Ausgaben und Geschichte
Die ersten Versuche, die Bundesgesetze zu kodifizieren, wurden von privaten Verlegern übernommen. Das Ergebnis war oft eine große Hilfe bei der Recherche. Da diese Veröffentlichungen aber nicht offiziell waren, konnten sie nur eingeschränkt benutzt werden. Der Kongress unternahm die erste offizielle Kodifikation aller am 1. Dezember 1873 existierenden Gesetze. Das Ergebnis waren die Revised Statutes, die vom Kongress am 22. Juni 1874 angenommen wurden. Eine überarbeitete Version wurde fünf Jahre später vom Kongress verabschiedet. Während die Revised Statutes zum Zeitpunkt der Veröffentlichung aktuell waren, wurden nachfolgende Gesetze nicht später mit aufgenommen. Damit hatte sich die Kodifikation innerhalb kurzer Zeit weit von der Rechtsrealität entfernt, sodass die Recherche in den Statutes at Large durchgeführt werden musste. In den 1920ern nahmen einige Mitglieder des Kongresses den Kodifikationsgedanken wieder auf, was zur Entstehung des United States Code im Jahre 1926 führte.
Die offizielle Version des Codes wird durch den LRC als eine Serie von gedruckten Bänden veröffentlicht. Die erste Ausgabe passte noch in einen einzigen Band. Heute verteilt sich der Code über mehrere lange Bände. Obwohl die offizielle Version nur alle sechs Jahre komplett neu gedruckt wird, aktualisiert der LRC den Code mittels Anhängen und Fußnoten, sobald ein neues Gesetz verkündet wird. Sowohl der LRC als auch das Government Printing Office bieten elektronische Versionen des Codes an. Dieser hinkt zwar dem Gesetzgebungsprozess um etwa 18 Monate hinterher, ist aber dabei immer die aktuelle offizielle Version.
Juristen in den Vereinigten Staaten benutzen oft privat aufgelegte Ausgaben mit üppigen Kommentaren statt der offiziell vertriebenen Version. Diese Versionen beinhalten Ausführungen nach jedem Paragraphen, die zum Beispiel zutreffende Gerichtsfälle und bedeutende Fachartikel zusammenfassen. Einige dieser Ausführungen enthalten auch Gesetze, die nicht vom LCR kodifiziert werden. Diese Ausgaben werden ständig erneuert und stellen die Rechtsrealität meist schneller als die offiziellen Versionen dar.

## Andere relevante Kodifikationen
Der Code enthält gewöhnlich nur Gesetze, die vom Kongress im normalen Gesetzgebungsverfahren beschlossen wurden (obwohl die Fußnoten manchmal auch Auszüge aus einer Executive Order oder anderen Dokumenten des Präsidenten enthalten). Der Code enthält keine Privatgesetze (Gesetze, die vom Kongress für einzelne Personen erlassen werden) und auch keine von den Bundesbehörden erlassenen Verwaltungsverordnungen. Diese werden chronologisch im Federal Register veröffentlicht und einmal im Jahr im Code of Federal Regulations (deutsch etwa Code der Bundesrichtlinien) zusammengefasst. Dieser Code stellt ebenfalls eine bedeutende Quelle für das Bundesrecht dar.

## Interessante Abschnitte
Der 26. Titel enthält die Steuergesetze und beschreibt dabei die Arbeit des amerikanischen Internal Revenue Service (Finanzamt auf Bundesebene). Dieser Titel ist eine der größten Abschnitte des Codes, da er die Richtlinien für mehrere größere Bundesleistungen wie die Social Security und Medicare festlegt.
Der 18. Titel beschäftigt sich mit Straftaten, die nach Bundesrecht verfolgt werden.
Ein weiterer recht bekannter Abschnitt im 10. Titel ist als Uniform Code of Military Justice bekannt und legt das Rechtssystem innerhalb des Militärs fest.
Einige der verschiedenen Arten der Insolvenz sind im 11. Titel enthalten. Diese werden meist nur nach ihrer Nummer benannt („Chapter 7“, „Chapter 11“, „Chapter 13“).
Ein inzwischen berühmter Paragraph (42 U.S.C. §1983) wird oft zum Einklagen von Grundrechten benutzt. Er stellt die Basis für eine Fülle von Klagen auf die Einhaltung von Bürgerrechten vor Bundesgerichten (federal courts) dar. Er ist die Kodifikation des Civil Rights Act of 1871. Viele verschiedene Arten von Gerichtsfällen haben sich auf diesen Paragraphen gestützt, darunter Fälle unverhältnismäßiger Polizeigewalt zu Klagen aufgrund des First Amendment gegen Schulen zur Aufrechterhaltung der Trennung von Kirche und Staat. Der eigentliche Paragraphentext ist relativ kurz, allerdings können Fußnoten und Kommentare in einigen Ausnahmen wegen der umfangreichen Anzahl von bedeutenden Fällen über mehrere Bände laufen.

## Titel im Code
Die folgende Tabelle stellt eine Übersicht über alle bisherigen Titel des Code und deren Inhalt dar. (Stand: Juli 2015)
| Titel    | Name                                                              | Inhalt                                        |
| -------- | ----------------------------------------------------------------- | --------------------------------------------- |
| Titel 1  | General Provisions                                                | Allgemeine Bestimmungen                       |
| Titel 2  | The Congress                                                      | Kongress                                      |
| Titel 3  | The President                                                     | Präsident                                     |
| Titel 4  | Flag and Seal, Seat of Government, and the States                 | Flagge, Siegel, Regierungssitz, Bundesstaaten |
| Titel 5  | Government Organization and Employees                             | Bundesregierung und öffentlicher Dienst       |
| Titel 6  | Surety Bonds                                                      | Bürgschaften                                  |
| Titel 6  | Domestic Security                                                 | Innere Sicherheit                             |
| Titel 7  | Agriculture                                                       | Landwirtschaft                                |
| Titel 8  | Aliens and Nationality                                            | Ausländer und Staatsbürgerschaft              |
| Titel 9  | Arbitration                                                       | Schiedsverfahren                              |
| Titel 10 | Armed Forces                                                      | Militär                                       |
| Titel 11 | Bankruptcy                                                        | Insolvenzrecht                                |
| Titel 12 | Banks and Banking                                                 | Bankwesen                                     |
| Titel 13 | Census                                                            | United States Census                          |
| Titel 14 | Coast Guard                                                       | Küstenwache                                   |
| Titel 15 | Commerce and Trade                                                | Handelsrecht                                  |
| Titel 16 | Conservation                                                      | Naturschutz                                   |
| Titel 17 | Copyrights                                                        | Urheberrecht                                  |
| Titel 18 | Crimes and Criminal Procedure                                     | Strafrecht                                    |
| Titel 19 | Customs Duties                                                    | Zollrecht                                     |
| Titel 20 | Education                                                         | Bildung                                       |
| Titel 21 | Food and Drugs                                                    | Nahrungs- und Arzneimittel                    |
| Titel 22 | Foreign Relations and Intercourse                                 | Außenpolitik                                  |
| Titel 23 | Highways                                                          | Highways                                      |
| Titel 24 | Hospitals and Asylums                                             | Krankenhäuser und psychiatrische Kliniken     |
| Titel 25 | Indians                                                           | Indianer                                      |
| Titel 26 | Internal Revenue Code                                             | Internal Revenue Code                         |
| Titel 27 | Intoxicating Liquors                                              | Alkoholische Getränke                         |
| Titel 28 | Judiciary and Judicial Procedure                                  | Justizwesen                                   |
| Titel 29 | Labor                                                             | Arbeitsrecht                                  |
| Titel 30 | Mineral Lands and Mining                                          | Bergbau                                       |
| Titel 31 | Money and Finance                                                 | Geld- und Finanzwesen                         |
| Titel 32 | National Guard                                                    | Nationalgarde                                 |
| Titel 33 | Navigation and Navigable Waters                                   | Seerecht                                      |
| Titel 34 | Navy                                                              | Marine                                        |
| Titel 35 | Patents                                                           | Patentrecht                                   |
| Titel 36 | Patriotic and National Observances, Ceremonies, and Organizations | Patriotismus                                  |
| Titel 37 | Pay and Allowances of the Uniformed Services                      | Soldatenbesoldung                             |
| Titel 38 | Veterans’ Benefits                                                | Veteranen                                     |
| Titel 39 | Postal Service                                                    | Post                                          |
| Titel 40 | Public Buildings, Property, and Works                             | Öffentliche Gebäude, Grundstücke und Anlagen  |
| Titel 41 | Public Contracts                                                  | Öffentliches Beschaffungswesen                |
| Titel 42 | The Public Health and Welfare                                     | Öffentliche Gesundheit und Wohlfahrt          |
| Titel 43 | Public Lands                                                      | Öffentliches Land                             |
| Titel 44 | Public Printing and Documents                                     | Öffentliches Druck- und Verlagswesen          |
| Titel 45 | Railroads                                                         | Eisenbahnrecht                                |
| Titel 46 | Shipping                                                          | Schifffahrt                                   |
| Titel 47 | Telecommunications                                                | Telekommunikation                             |
| Titel 48 | Territories and Insular Possessions                               | Außengebiet der Vereinigten Staaten           |
| Titel 49 | Transportation                                                    | Verkehr                                       |
| Titel 50 | War and National Defense                                          | Krieg und nationale Verteidigung              |
| Titel 51 | National and Commercial Space Programs                            | Nationale und kommerzielle Raumfahrt          |
| Titel 52 | Voting and Elections                                              | Wahlsystem                                    |
| Titel 53 | [reserved]                                                        | [reserviert]                                  |
| Titel 54 | National Park Service and Related Programs                        | National Park Service                         |

| Legende: | Legende:                                                                                 |
| -------- | ---------------------------------------------------------------------------------------- |
|          | Titel wurde durch den Kongress als positives Recht verabschiedet                         |
|          | Titel enthält mindestens einen Anhang, der noch nicht in positives Recht umgesetzt wurde |
|          | Titel wurde aufgehoben und der Inhalt in andere Titel integriert                         |
|          | Titelnummer wird für spätere Verwendung reserviert                                       |